# Nail Jakupov
Nail Jakupov (rusky Наиль Раилович Якупов, * 6. října 1993, Nižněkamsk, Tatarstán, Rusko) je profesionální hokejový útočník a bývalá velká naděje ruského hokeje. Momentálně hraje v KHL za klub Avangard Omsk. V roce 2012 si jej jako jedničku draftu vybral tým Edmonton Oilers.

## Vyznání
Jakupov je muslim a etnický Tatar, také je první potenciální hvězda z Tatarstánu.

## Ocenění
- OHL První All-Rookie Team
- OHL Rookie of the Year 2010-11
- OHL Emms Family Award 2010-11
- MS-18 2011 – 3. místo
- MSJ 2012 – 2. místo
- MSJ 2013 – 3. místo
- Nováček měsíce v NHL – duben, 2013

## Klubové statistiky
| Sezona     | Klub                       | Soutěž     | Základní část | Základní část | Základní část | Základní část | Základní část | Play off | Play off | Play off | Play off | Play off |
| Sezona     | Klub                       | Soutěž     | Z             | G             | A             | B             | TM            | Z        | G        | A        | B        | TM       |
| ---------- | -------------------------- | ---------- | ------------- | ------------- | ------------- | ------------- | ------------- | -------- | -------- | -------- | -------- | -------- |
| 2009/10    | Reaktor Nižněkamsk         | MHL        | 14            | 4             | 2             | 6             | 26            | —        | —        | —        | —        | —        |
| 2010/11    | Sarnia Sting               | OHL        | 65            | 49            | 52            | 101           | 71            | —        | —        | —        | —        | —        |
| 2011/12    | Sarnia Sting               | OHL        | 42            | 31            | 38            | 69            | 30            | 4        | 2        | 3        | 5        | 4        |
| 2012/13    | CHK Neftěchimik Nižněkamsk | KHL        | 22            | 10            | 8             | 18            | 33            | —        | —        | —        | —        | —        |
| 2012/13    | Edmonton Oilers            | NHL        | 48            | 17            | 14            | 31            | 24            | —        | —        | —        | —        | —        |
| 2013/14    | Edmonton Oilers            | NHL        | 63            | 11            | 13            | 24            | 36            | —        | —        | —        | —        | —        |
| 2014/15    | Edmonton Oilers            | NHL        | 81            | 14            | 19            | 33            | 18            | —        | —        | —        | —        | —        |
| 2015/16    | Edmonton Oilers            | NHL        | 60            | 8             | 15            | 23            | 24            | —        | —        | —        | —        | —        |
| 2016/17    | St. Louis Blues            | NHL        | 40            | 3             | 6             | 9             | 14            | —        | —        | —        | —        | —        |
| 2017/18    | Colorado Avalanche         | NHL        | 58            | 9             | 7             | 16            | 26            | —        | —        | —        | —        | —        |
| 2018/19    | SKA Petrohrad              | KHL        | 47            | 23            | 10            | 33            | 30            | 18       | 4        | 4        | 8        | 12       |
| 2019/20    | SKA Petrohrad              | KHL        | 46            | 10            | 10            | 20            | 16            | ---      | ---      | ---      | ---      | ---      |
| 2020/21    | Amur Chabarovsk            | KHL        | 15            | 1             | 6             | 7             | 16            | ---      | ---      | ---      | ---      | ---      |
| 2020/21    | Avangard Omsk              | KHL        | 22            | 6             | 4             | 10            | 6             | —        | —        | —        | —        | —        |
| 2021/22    | Avangard Omsk              | KHL        | 43            | 9             | 17            | 26            | 14            | 10       | 1        | 3        | 4        | 2        |
| NHL celkem | NHL celkem                 | NHL celkem | 350           | 62            | 74            | 136           | 142           | —        | —        | —        | —        | —        |
| KHL celkem | KHL celkem                 | KHL celkem | 195           | 58            | 55            | 113           | 109           | 28       | 5        | 7        | 12       | 14       |

### Reprezentační statistiky
| 2011            | Rusko 18        | MS-18           | 7  | 6 | 7  | 13 | 6  |
| 2012            | Rusko 20        | MSJ             | 7  | 0 | 9  | 9  | 6  |
| 2013            | Rusko 20        | MSJ             | 7  | 3 | 5  | 8  | 0  |
| Junioři celkově | Junioři celkově | Junioři celkově | 21 | 9 | 21 | 30 | 12 |

#### Profily
- Nail Jakupov – statistiky na Hockeydb.com (anglicky)
- Nail Jakupov – statistiky na Elite Prospects (anglicky)
- Nail Jakupov – statistiky na NHL.com

| Předchůdce                   | Nail Jakupov                                                           | Nástupce                  |
| Ryan Nugent-Hopkins (Kanada) | Seznam draftovaných jedniček v NHL 2012                                | Nathan MacKinnon (Kanada) |
| Oscar Klefbom (Švédsko)      | Výběr v prvních kolech vstupního draftu NHL týmem Edmonton Oilers 2012 | Darnell Nurse (Německo)   |